# Ford Focus WRC
La Ford Focus WRC (dal 2001 rinominata in Ford Focus RS WRC) è una versione da competizione della Ford Focus, esplicitamente progettata per partecipare al Campionato del mondo rally, in cui ha gareggiato dal 1999 al 2010 conquistando due titoli mondiali costruttori (2006 e 2007) e 44 vittorie, preceduta in questa speciale classifica solo dalla Lancia Delta Integrale e dalla Subaru Impreza WRC che ne hanno conquistate 46 ciascuna.

## Il progetto
Il progetto nacque dalla mente di Malcolm Wilson, capo della M-Sport (reparto competizioni della Ford) che doveva scegliere un modello per sostituire la Ford Escort WRC. L'auto, progettata dal belga Christian Loriaux, era stata scelta anche perché l'anno precedente aveva ricevuto il premio di Auto dell'anno.

## La prima serie (1999-2005)

### La Focus Martini 1999-2002
Il debutto avvenne nel 1999, Ford scelse come prima guida l'asso scozzese Colin McRae, affiancato da Simon Jean-Joseph nelle gare su asfalto, da Thomas Rådström nelle gare su terra e da un ancora giovanissimo Petter Solberg che fece qualche gara per fare esperienza, portando comunque punti preziosi alla squadra nel Mondiale Costruttori.

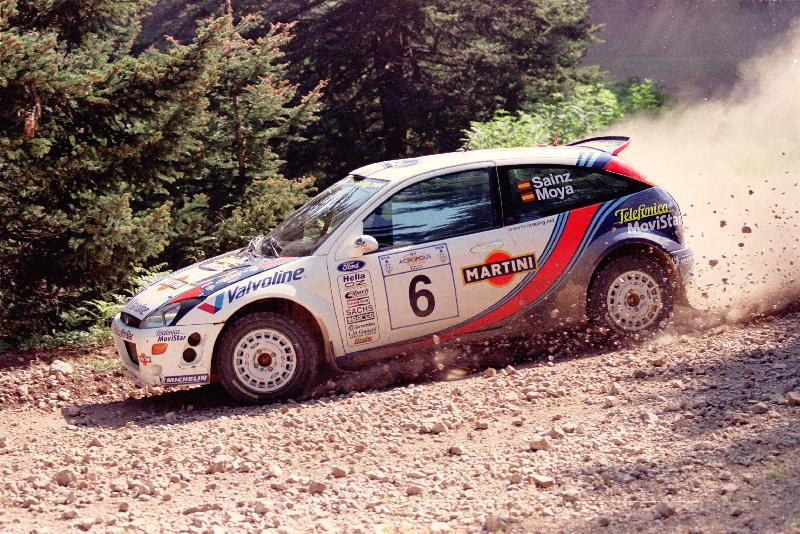
La Focus WRC 00 di Carlos Sainz del 2000

La vettura esordì nel Rally di Monte Carlo dove si dimostrò subito veloce e competitiva. McRae si piazzò terzo ma sia lui che Jean-Joseph vennero squalificati perché la pompa dell'acqua non era conforme al regolamento FIA.
Nel Rally successivo, in Svezia, Thomas Radstrom ottenne il terzo posto assoluto e quindi il primo vero podio della Focus.
Nella gara successiva, il Safari Rally, McRae ottenne una schiacciante vittoria con oltre 15 minuti di vantaggio su Didier Auriol; si ripeté nel Rally del Portogallo, ma nelle seguenti gare dell'anno l'unico risultato in zona punti venne portato dal suo 4º posto in Corsica.
Tantissimi furono gli incidenti e i guasti. Nel Rally di Cina McRae e Radstrom si ritirarono nella stessa curva nella prima prova speciale del rally, entrambi per la rottura del semiasse anteriore destro. McRae terminò la stagione con un misero 6º posto nel campionato piloti.

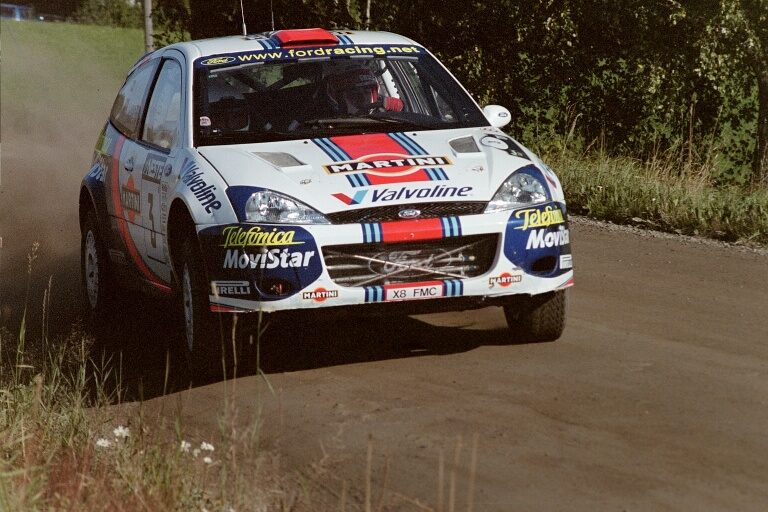
La Focus RS WRC 01 del 2001

Nel 2000 il team ingaggiò Carlos Sainz, riuscendo così a schierare due prime guide (Sainz e Mcrae) nel proprio team e potendo così puntare al titolo costruttori.
La Focus si dimostrò però ancora poco affidabile, lasciando spesso a piedi McRae e Sainz. Nonostante tutto però arrivarono tre successi (due per McRae e uno per Sainz) e la Ford si piazzò seconda nel campionato costruttori.
Rinominata RS WRC, nel 2001 iniziò finalmente a vedersi il vero valore della nuova vettura. Nonostante un inizio di stagione non proprio brillante, McRae arrivò all'ultima gara in testa al campionato, sprecando però tutto con un incidente. Anche Sainz arrivò all'ultima gara ancora in lotta per il titolo ma anche lui uscì di strada.

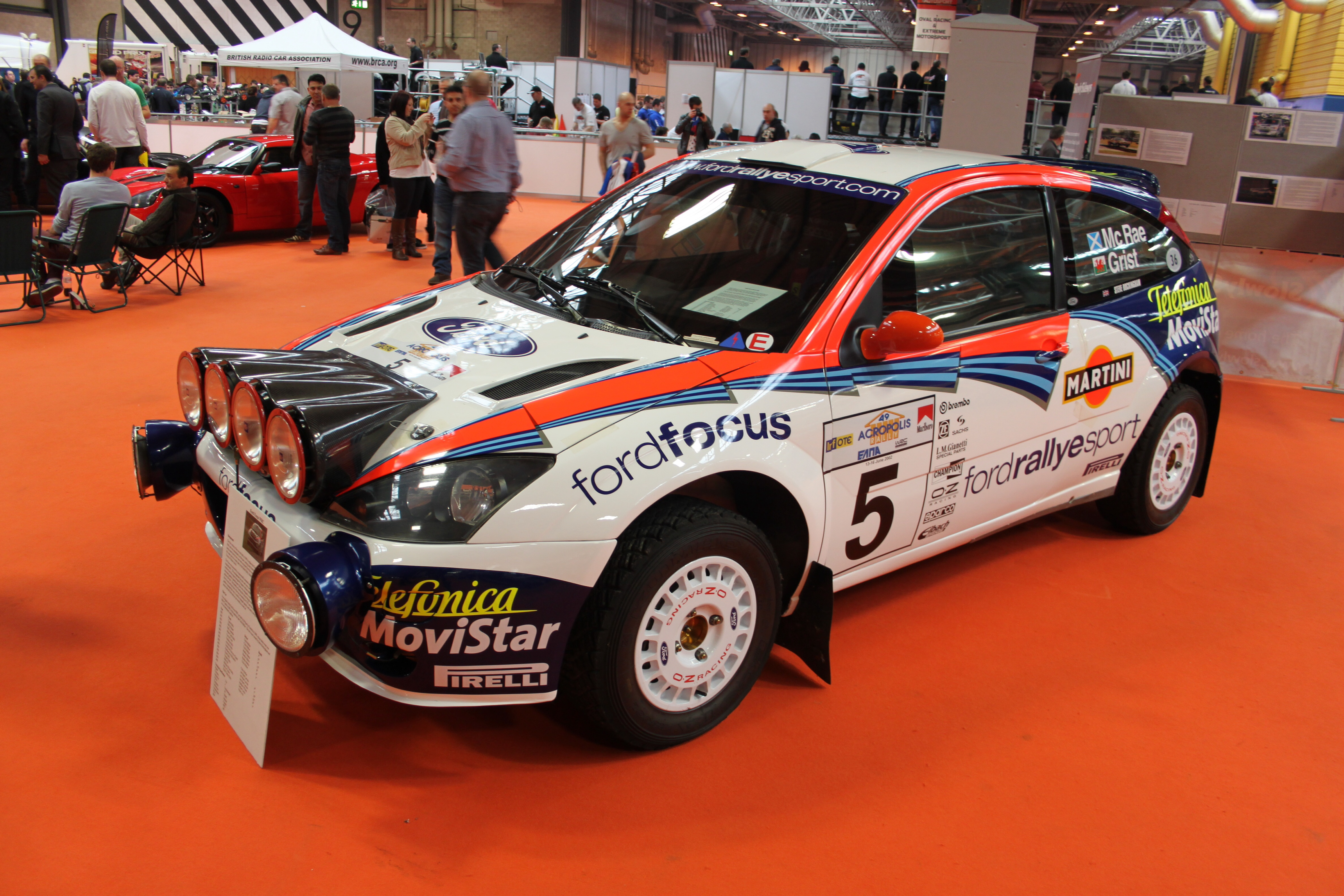
La Focus RS WRC 02 del 2002

Il 2002 fu un anno di transizione per la Ford. Per Sainz e McRae è l'ultima stagione sotto la corte dell'ovale blu e i due top driver vennero affiancati dai due piloti su cui la Ford aveva scelto di puntare per il futuro: l'estone Markko Märtin e il belga François Duval.
Durante l'anno McRae ottenne le sue due ultime vittorie in carriera (in Grecia e in Kenya), mentre a Sainz venne assegnata a tavolino la vittoria in Argentina dopo la squalifica delle Peugeot di Burns e Gronholm. Sainz terminò la stagione al terzo posto, appena davanti al compagno di squadra McRae (che nel finale di stagione aveva cambiato navigatore, passando da Nicky Grist a Derek Ringer, co-pilota col quale vinse il mondiale del 1995 con la Subaru). A fine stagione la Ford perse la sponsorizzazione Martini.

### L'era di Markko Martin (2003-2004)

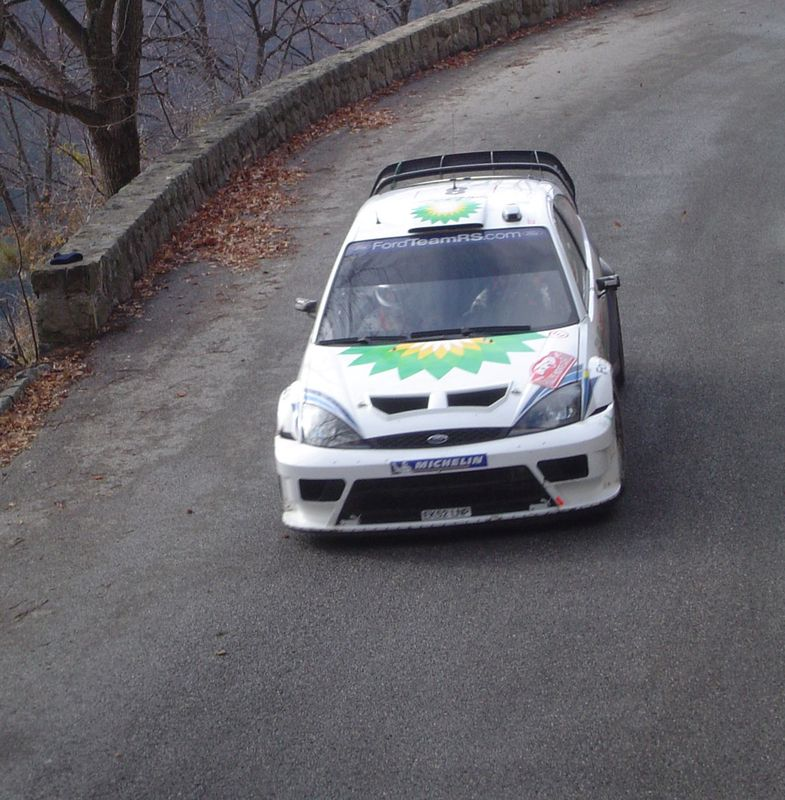
La Focus RS WRC 03 del 2003

Nel 2003, come già annunciato, Sainz e McRae lasciarono la Ford, spostandosi alla Citroen. La Ford confermò quindi Markko Märtin e François Duval, mentre si aggiunsero al team inglese Mikko Hirvonen e Jari-Matti Latvala, anche se per quest'ultimo il programma era ridotto a sole quattro gare.
Dalla quarta gara (in Nuova Zelanda) il team affidò a Martin e Duval la nuova versione della Focus (la WRC03).

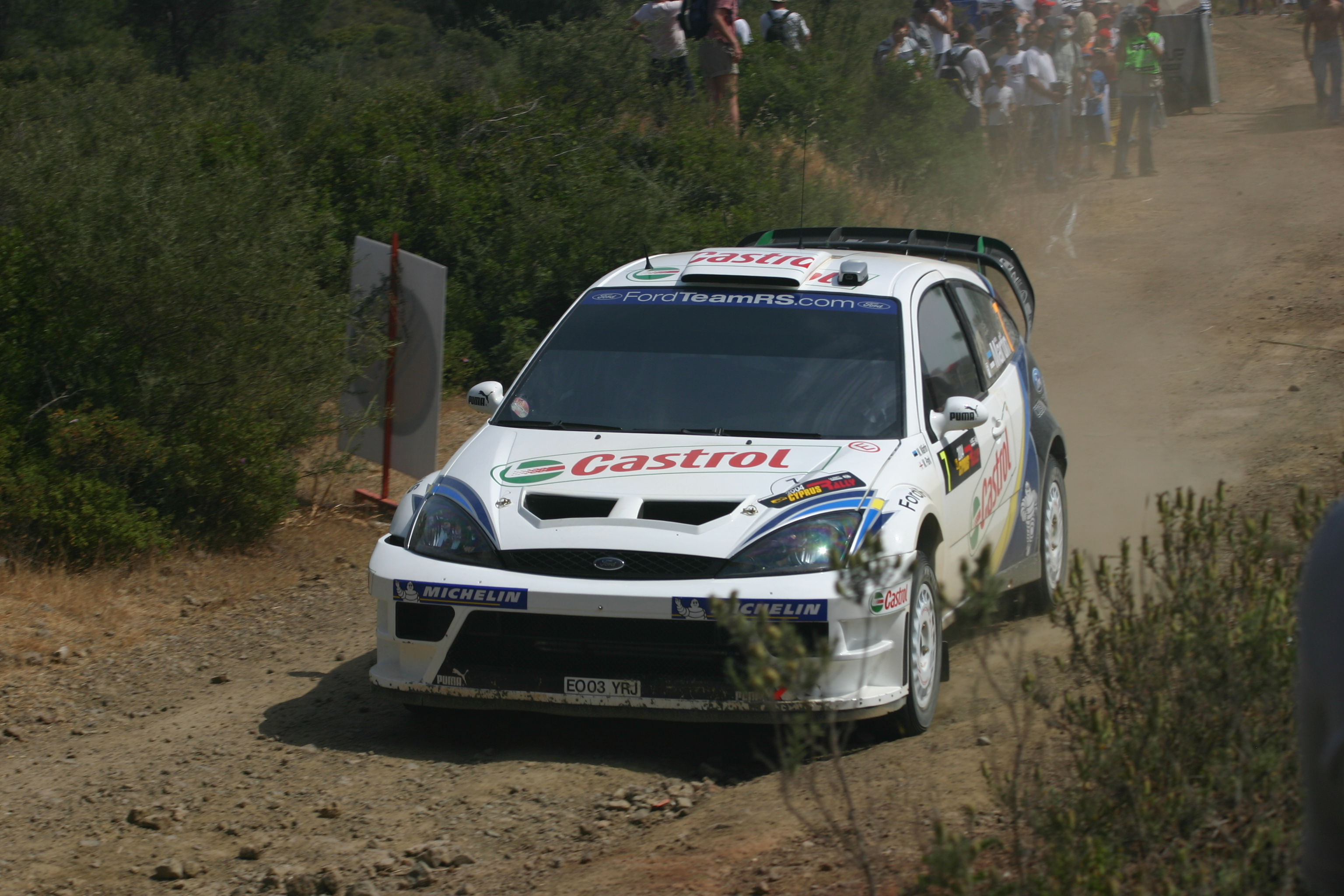
La Focus RS WRC 04 del 2004

Martin dimostrò subito di gradire la nuova vettura, ottenendo due vittorie in Grecia e in Finlandia e due terzi posti in Italia e Spagna, terminando il campionato in quinta posizione. Anche Duval ottenne qualche buon risultato, come il terzo posto in Turchia e in Corsica.
L'anno successivo furono riconfermati Martin e Duval (quest'ultimo sostituito da Janne Tuohino nei rally di Svezia e Finlandia). La stagione fu entusiasmante per la Ford. La vettura si dimostrò molto competitiva e i piloti finirono costantemente in zona podio.
Martin ottenne 3 vittorie, in Messico (dove la Ford fece doppietta), in Francia e in Spagna, mentre Duval salì per 5 volte sul podio. Il team si piazzò al secondo posto nella classifica costruttori.

### Fine produzione

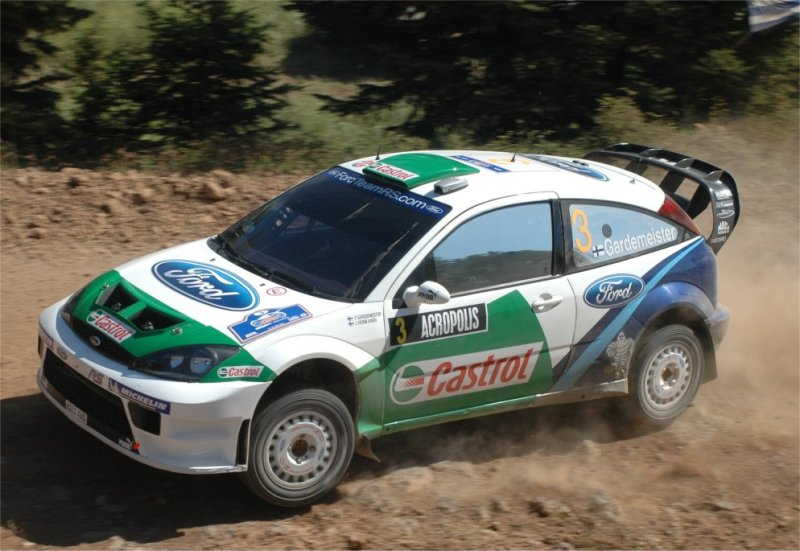
La Focus RS WRC 04 del 2005

Nel 2005 sorprendentemente il team Ford decise di puntare sulla coppia Toni Gardemeister e Roman Kresta che subentrò in sostituzione dell'infortunato Mikko Hirvonen.
Le aspettative del team Ford furono inferiori al 2004 ma grazie soprattutto alla buona stagione di Gardemeister, (nel 2006 fu in ballo con Mikko Hirvonen per il ruolo di secondo pilota) che si classificò 4º assoluto con tre secondi posti ottenuti a Monte Carlo, in Grecia e al Tour de Corse e un terzo posto in Svezia, il team Ford si classificò terzo assoluto nell'anno dove i costruttori iscritti arrivarono a quota sette. Il ceco Kresta veleggiò per quasi tutta la stagione in zona punti ed ottenne come miglior risultato due quinti posti a fine campionato, terminando ottavo assoluto in classifica generale.

## La seconda serie (2006-2010)

### Il titolo costruttori e l'era Gronholm-Hirvonen (2006-2007)

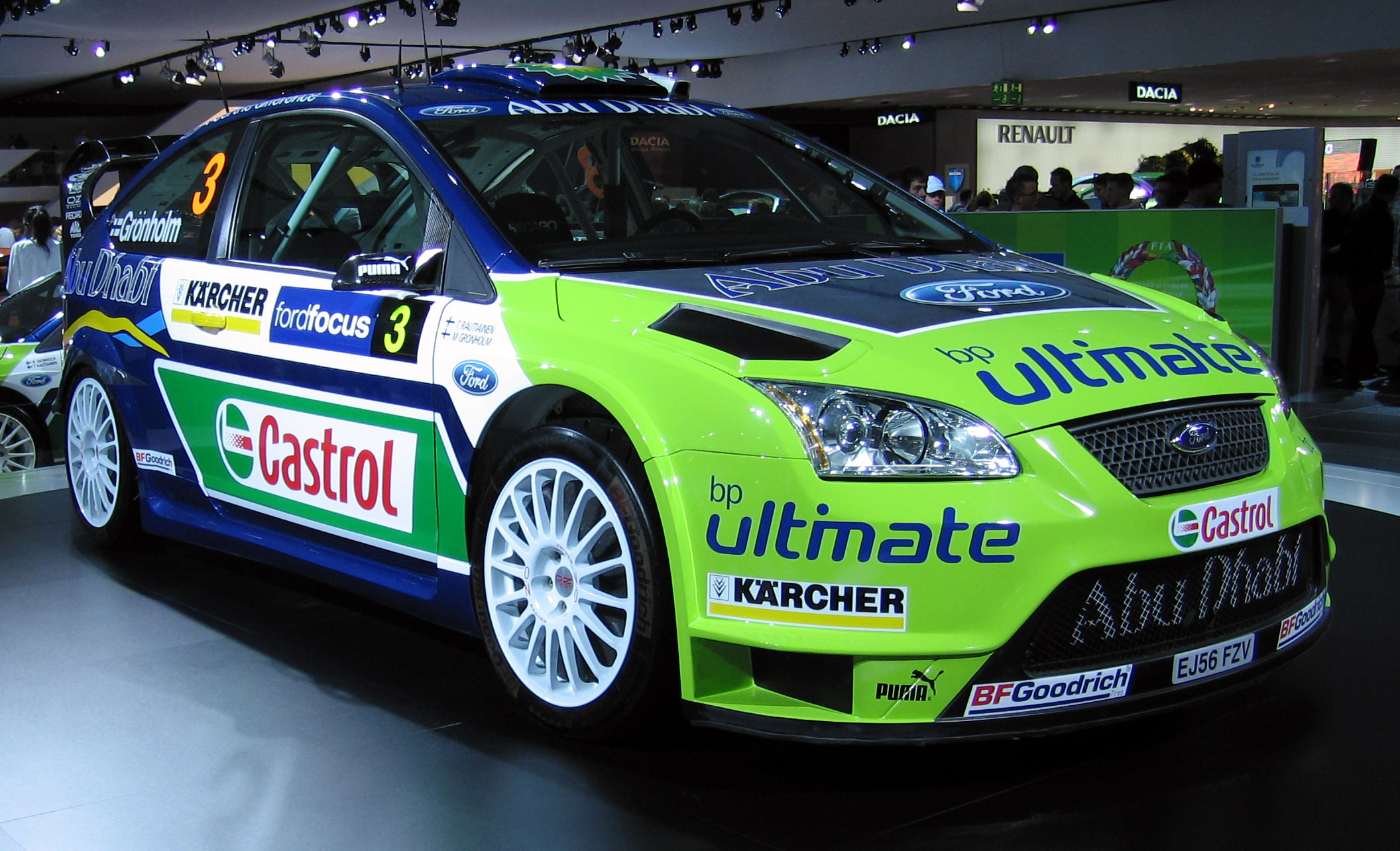
La Focus RS WRC 06 del 2006

Per la stagione 2006 la Ford sviluppò il nuovo modello stradale della Focus, come prima guida fu ingaggiato il due volte campione del mondo Marcus Grönholm che si dimostrò subito in grado di competere con Sébastien Loeb per il titolo mondiale. Il finlandese vinse 7 gare e arrivò a podio in 12 delle 16 gare disputate terminando secondo in campionato ad una sola lunghezza da Loeb, che terminò il mondiale quattro gare prima per un infortunio.
Come seconda guida venne scelto Mikko Hirvonen che si dimostrò subito molto veloce e regolare, riuscendo anche ad ottenere una vittoria in Australia.

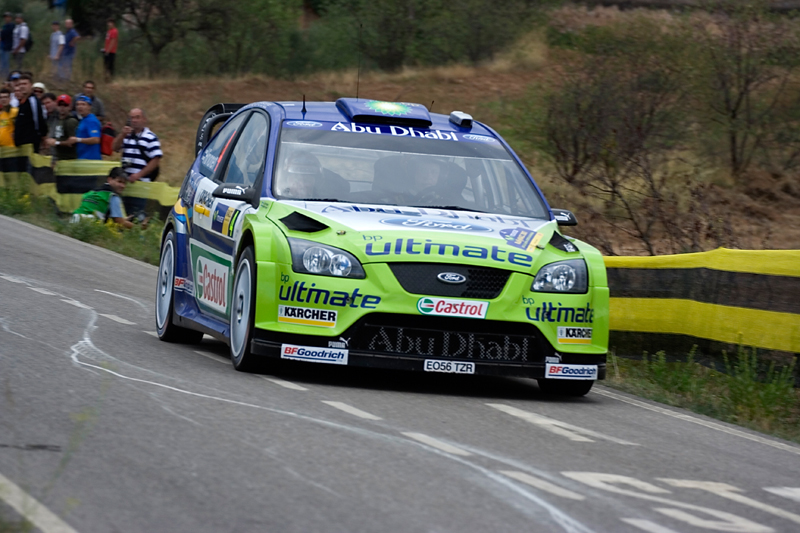
La Focus RS WRC 07 del 2007

Grazie anche alla mancata apparizione nelle ultime quattro gare di Loeb, il team Ford vinse il titolo costruttori per la sua seconda volta nella storia precedendo il team Kronos Total Citroën World Rally Team di 29 lunghezze.
Il 2007 fu un anno trionfale per il team che con Gronholm sfiorò il titolo piloti, perso soltanto all'ultima gara, e vinse il titolo costruttori per il secondo anno consecutivo grazie anche al fondamentale apporto di Hirvonen, che si dimostrò una seconda guida perfetta. In totale la Ford ottenne ben 8 vittorie (5 di Gronholm e 3 di Hirvonen). Da metà stagione arrivò in Ford l'emiro Khalid Al-Qassimi che portò al team la sponsorizzazione di Abu Dhabi.

### Le ultime stagioni (2008-2010)

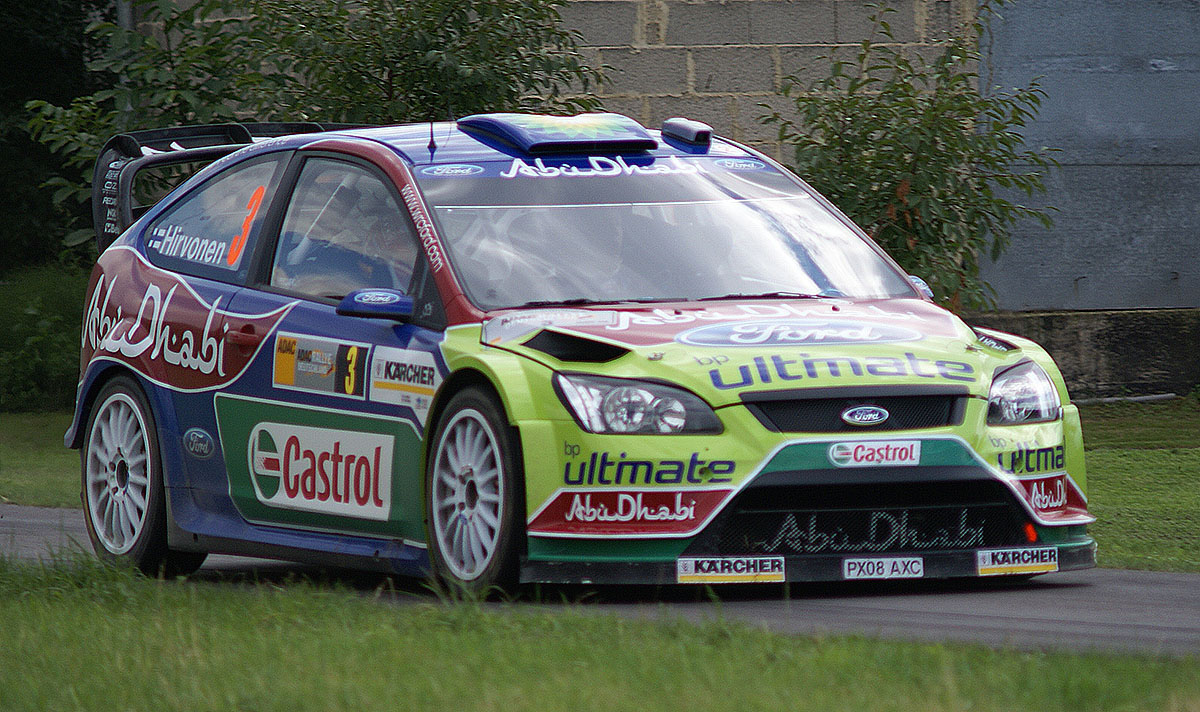
La Focus RS WRC 08 del 2008

Nel 2008 Marcus Gronholm si ritira dal mondo dei rally, lasciando il ruolo di primo pilota a Mikko Hirvonen, mentre come seconda guida viene nominato Jari-Matti Latvala. Nel frattempo la sponsorizzazione di Abu Dhabi diventa più importante e Khalid Al-Qassimi viene confermato come terza guida.
Hirvonen ottiene tre vittorie finendo per ben undici volte sul podio e terminando il campionato al secondo posto, mentre Jari-Matti Latvala, dopo la vittoria a inizio stagione in Svezia, ha un andamento altalenante, alternando qualche buon risultato a molti errori che convincono il team-boss Malcolm Wilson a sostituirlo con il belga François Duval per gli appuntamenti asfaltati di Spagna e Corsica, facendolo correre nel Team Stobart come "punizione".
Per la stagione successiva il team riconferma il trio composto da Hirvonen, Latvala e Al-Qassimi. Hirvonen disputa un'ottima stagione e per la prima volta si trova a duellare seriamente con Loeb per il titolo. A parte il ritiro in Argentina Hirvonen termina tutte le gare a podio ma purtroppo non è sufficiente a sconfiggere Loeb che vince nuovamente il titolo. Diversa è la storia per Latvala, che ottiene una vittoria in Italia ma si dimostra ancora molto ingenuo e falloso. Ford perde nuovamente il titolo costruttori a favore di Citroen.

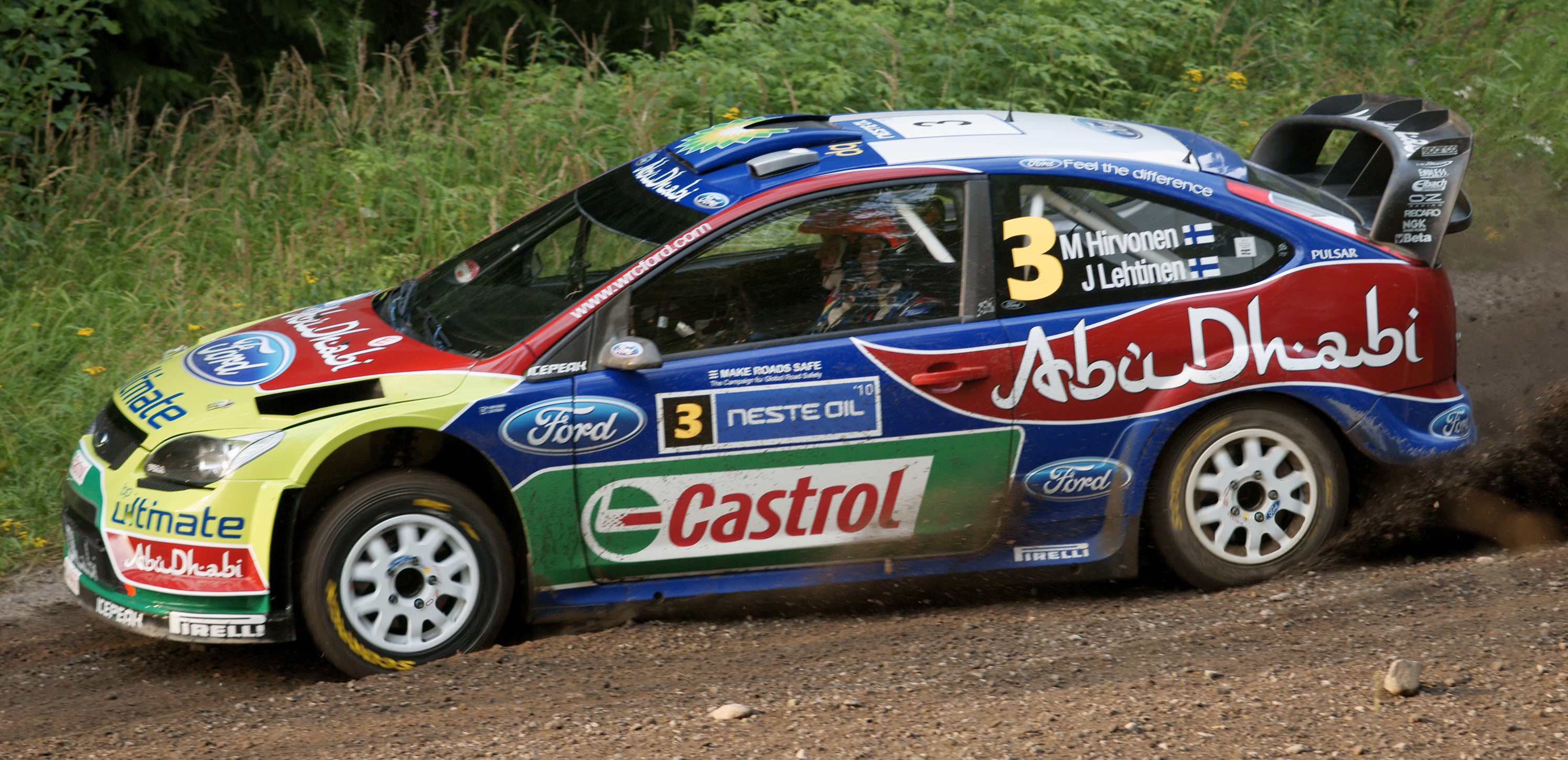
La Focus RS WRC 09 nel 2010

Il 2010 è l'ultima stagione delle WRC 2000cc Turbo e quindi anche l'ultima stagione per la Focus. Una stagione che però si rivelerà molto deludente. Dopo la vittoria in apertura di stagione in Svezia, Hirvonen ha una stagione disastrosa, ottenendo solo qualche podio e terminando al sesto posto nella classifica piloti. Al contrario, Latvala dimostra una crescita sia di risultati che di costanza, riuscendo a terminare 2º in classifica e ottenendo due vittorie in Nuova Zelanda e in Finlandia (in quella che sarà l'ultima della Focus nel Mondiale Rally).
Per la stagione successiva, con il nuovo regolamento WRC 1600cc Turbo, la Focus è stata rimpiazzata dalla Ford Fiesta RS WRC.

## I privati
Come per le precedenti vetture, anche per la Focus la Ford ha attuato una politica di marketing mirata alla vendita delle vetture ai clienti sportivi.
Quasi tutte le vetture a "fine carriera" sono infatti state vendute a privati o affittate a gentleman driver per correre qualche gara sia nel mondiale che nelle gare nazionali e internazionali.

### I team satellite
Grazie a questa politica, si crearono molti team satellite attorno alla Ford, il più importante è sicuramente stato il Team Stobart che ha permesso a molti piloti di correre nel mondiale e magari di essere lanciati nel team ufficiale. I più importanti piloti del Team Stobart sono stati Jari-Matti Latvala, François Duval, Gigi Galli e Matthew Wilson.
Un altro satellite importante è stato il team argentino Munchi's, che ha visto correre negli anni i locali Luis Pérez Companc e Federico Villagra.

## Palmarès
- 2 campionati del mondo costruttori (2006 e 2007)

### Vittorie nel mondiale
| #  | Rally                     | Anno | Pilota          | Copilota        |
| -- | ------------------------- | ---- | --------------- | --------------- |
| 1  | Safari Rally              | 1999 | Colin McRae     | Nicky Grist     |
| 2  | Rally del Portogallo      | 1999 | Colin McRae     | Nicky Grist     |
| 3  | Rally di Catalogna        | 2000 | Colin McRae     | Nicky Grist     |
| 4  | Rally dell'Acropoli       | 2000 | Colin McRae     | Nicky Grist     |
| 5  | Rally di Cipro            | 2000 | Carlos Sainz    | Luis Moya       |
| 6  | Rally d'Argentina         | 2001 | Colin McRae     | Nicky Grist     |
| 7  | Rally di Cipro            | 2001 | Colin McRae     | Nicky Grist     |
| 8  | Rally dell'Acropoli       | 2001 | Colin McRae     | Nicky Grist     |
| 9  | Rally d'Argentina         | 2002 | Carlos Sainz    | Luis Moya       |
| 10 | Rally dell'Acropoli       | 2002 | Colin McRae     | Nicky Grist     |
| 11 | Safari Rally              | 2002 | Colin McRae     | Nicky Grist     |
| 12 | Rally dell'Acropoli       | 2003 | Markko Märtin   | Michael Park    |
| 13 | Rally di Finlandia        | 2003 | Markko Märtin   | Michael Park    |
| 14 | Rally del Messico         | 2004 | Markko Märtin   | Michael Park    |
| 15 | Tour de Corse             | 2004 | Markko Märtin   | Michael Park    |
| 16 | Rally di Catalogna        | 2004 | Markko Märtin   | Michael Park    |
| 17 | Rally di Monte Carlo      | 2006 | Marcus Grönholm | Timo Rautiainen |
| 18 | Rally di Svezia           | 2006 | Marcus Grönholm | Timo Rautiainen |
| 19 | Rally dell'Acropoli       | 2006 | Marcus Grönholm | Timo Rautiainen |
| 20 | Rally di Finlandia        | 2006 | Marcus Grönholm | Timo Rautiainen |
| 21 | Rally di Turchia          | 2006 | Marcus Grönholm | Timo Rautiainen |
| 22 | Rally d'Australia         | 2006 | Mikko Hirvonen  | Jarmo Lehtinen  |
| 23 | Rally della Nuova Zelanda | 2006 | Marcus Grönholm | Timo Rautiainen |
| 24 | Rally di Gran Bretagna    | 2006 | Marcus Grönholm | Timo Rautiainen |

| #  | Rally                     | Anno | Pilota             | Copilota        |
| -- | ------------------------- | ---- | ------------------ | --------------- |
| 25 | Rally di Svezia           | 2007 | Marcus Grönholm    | Timo Rautiainen |
| 26 | Rally di Norvegia         | 2007 | Mikko Hirvonen     | Jarmo Lehtinen  |
| 27 | Rally di Sardegna         | 2007 | Marcus Grönholm    | Timo Rautiainen |
| 28 | Rally dell'Acropoli       | 2007 | Marcus Grönholm    | Timo Rautiainen |
| 29 | Rally di Finlandia        | 2007 | Marcus Grönholm    | Timo Rautiainen |
| 30 | Rally della Nuova Zelanda | 2007 | Marcus Grönholm    | Timo Rautiainen |
| 31 | Rally del Giappone        | 2007 | Mikko Hirvonen     | Jarmo Lehtinen  |
| 32 | Rally di Gran Bretagna    | 2007 | Mikko Hirvonen     | Jarmo Lehtinen  |
| 33 | Rally di Svezia           | 2008 | Jari-Matti Latvala | Miikka Anttila  |
| 34 | Rally di Giordania        | 2008 | Mikko Hirvonen     | Jarmo Lehtinen  |
| 35 | Rally di Turchia          | 2008 | Mikko Hirvonen     | Jarmo Lehtinen  |
| 36 | Rally del Giappone        | 2008 | Mikko Hirvonen     | Jarmo Lehtinen  |
| 37 | Rally di Sardegna         | 2009 | Jari-Matti Latvala | Miikka Anttila  |
| 38 | Rally dell'Acropoli       | 2009 | Mikko Hirvonen     | Jarmo Lehtinen  |
| 39 | Rally di Polonia          | 2009 | Mikko Hirvonen     | Jarmo Lehtinen  |
| 40 | Rally di Finlandia        | 2009 | Mikko Hirvonen     | Jarmo Lehtinen  |
| 41 | Rally d'Australia         | 2009 | Mikko Hirvonen     | Jarmo Lehtinen  |
| 42 | Rally di Svezia           | 2010 | Mikko Hirvonen     | Jarmo Lehtinen  |
| 43 | Rally della Nuova Zelanda | 2010 | Jari-Matti Latvala | Miikka Anttila  |
| 44 | Rally di Finlandia        | 2010 | Jari-Matti Latvala | Miikka Anttila  |